# Helicodontium capillare
Helicodontium capillare là một loài Rêu trong họ Myriniaceae. Loài này được (Hedw.) A. Jaeger mô tả khoa học đầu tiên năm 1878.